# John Ball jr.

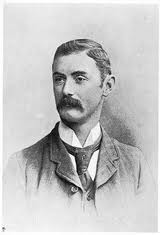
John Ball jr.

John Ball jr. (Hoylake, 24 december 1861 – Holywell, Wales, 2 december 1940) was een Engelse golfamateur.
John Ball was de eerste amateur die het Brits Open won en bovendien de eerste Engelse winnaar. Hij was ook de eerste golfer die het Brits Open en het Brits Amateur in hetzelfde jaar won. In een periode van 24 jaren won hij Majors, want in zijn tijd telde het Amateur als een major. Jack Nicklaus is de eerste speler sindsdien die ook majors won over een periode van 24 jaar.
John Ball werd in Hoylake geboren, waar zijn vader vlak bij de links-golfbaan het Royal Hotel had. In 1869 werd de Royal Liverpool Golf Club opgericht, de een na oudste golfclub van Engeland is. Zij speelden op de reeds bestaande golfbaan naast het hotel. John Sr speelde daar al golf voordat de club bestond, en leerde het aan John Jr.
Al in 1878 speelde John Ball mee in het Brits Open, hij eindigde toen op de vijfde plaats. De eerste keer dat John Ball jr. het Brits Amateur speelde, was in 1885. Het vond plaats in Hoylake. In de derde ronde versloeg John Jr zijn vader met 4&2. Hij won dat jaar niet, maar zou later acht keer Brits Amateur worden.
Vanaf 1899 verscheen hij een aantal jaren niet op het toernooi omdat hij in de Tweede Boerenoorlog meevocht. Zijn laatste Amateur speelde hij in 1921, om 60-jarige leeftijd. Hij won vijf rondes.
In 1977 werd John Ball toegevoegd aan de World Golf Hall of Fame in Florida.

## Gewonnen
- 1888: Brits amateurkampioenschap op Royal Liverpool Golf Club
- 1890: The Open Championship op Prestwick Golf Club, Brits amateurkampioenschap
- 1892: Brits amateurkampioenschap
- 1894: Brits amateurkampioenschap
- 1899: Brits amateurkampioenschap
- 1907: Brits amateurkampioenschap
- 1910: Brits amateurkampioenschap
- 1912: Brits amateurkampioenschap

De lijst is onvolledig